# 達瑪璘
達瑪璘（18世纪—1776年），清朝卫拉特蒙古辉特部台吉，伊克明安氏。
他是扎巴甘墨尔根十三世孙班珠尔长子。杜尔伯特部汗车凌的女婿。开始隶属于杜尔伯特部，在塔尔巴哈台游牧。后来因为准噶尔部内乱，迁徙到额琳哈毕尔噶，归附噶尔藏多尔济。乾隆二十年（1755年）達瑪璘归降清朝，携带六十余户至乌里雅苏台，请求附牧车凌。授为扎萨克一等台吉（辉特下前旗）。乾隆四十一年（1776年），他奉命进北京朝觐，扈从乾隆帝木兰行围。他在返回途中病卒。